# Mabuya damarana

Mabuya damarana Fitzsimons, 1943 est une espèce composite, synonyme de deux espèces de reptile :
- Trachylepis punctulata (Bocage, 1872) ;
- Trachylepis lacertiformis (Peters, 1854).